# Ruth Bauth
Ruth Teresia Bauth, född 6 augusti 1927 i Härnösands församling, död 22 februari 2021 i Härnösand, var en flerfaldigt prisbelönt svensk pedagog och skolledare vid Kryddgårdsskolan, en grundskola i stadsdelen Rosengård i Malmö. Hon var genom åren starkt engagerad för invandrarbarnens rätt och möjligheter i den svenska skolan och tilldelades år 1999 professors namn av regeringen. 
Ruth Bauth har bland annat tilldelats Verdandi-ljuset och erhöll år 1984 föreningen Globträdets utmärkelse Globrot (en person som utmanar föreningen Globträdets vision och samarbete på ett personligt sätt).